# ネールウィンデンの戦い (1793年)
ネールウィンデンの戦い（ネールウィンデンのたたかい、フランス語: Bataille de Neerwinden, 蘭: Slag bij Neerwinden）は、1793年3月18日にシャルル・フランソワ・デュムーリエ率いるフランス革命政府軍とフリードリヒ・ヨシアス・フォン・ザクセン＝コーブルク＝ザールフェルト率いる連合軍の間で行われた戦闘。オーストリアとオランダの連合軍は苦戦したのちフランスの突撃を全て撃退、デュムーリエは敗北を認めて撤退した。これによりオーストリア領ネーデルラントにおけるフランス軍は総崩れになり、オランダへの脅威が消え失せるとともにオーストリア領ネーデルラントは奪回された。戦闘はブリュッセルから57キロメートル東、現ベルギー領のネールウィンデンで戦われた。
1792年11月のジュマップの戦いで勝利した後、フランス軍はオーストリア領ネーデルラントの大半を占領した。しかし、デュムーリエとフランス政府はオランダとの戦争に忙殺され、オーストリア軍をライン川西岸へ追いやることができなかった。これによりオーストリア軍は休息の時間を得、コーブルクの許で再編されて反撃を開始した。援護軍がアルデンホーフェンの戦いでコーブルクに撃退された後、デュムーリエは軍を集めて反撃した。
コーブルクはネールウィンデンで陣地を敷き、デュムーリエの攻撃を待った。連合軍は歩兵の数ではフランス軍より少なかったが、フランス軍の騎兵の2倍を有していた。激しい戦闘の後、コーブルクの軍勢はフランス軍中央部と右翼の攻撃を撃退した。フランス軍左翼が戦場から追い出されたことを知ると、デュムーリエは撤退を開始したが、この敗北でフランス軍の士気は大いに削がれ、脱走者が続出した。デュムーリエは全面敗北を避けるために交渉を行い、ネーデルラントを放棄する代わりにフランス軍を撤退することとした。直後、デュムーリエはフランス政府に対する陰謀を立てたが、それが失敗するとオーストリア軍に寝返り、フランス軍は大混乱に陥った。

## 背景

### オーストリア領ネーデルラント侵攻

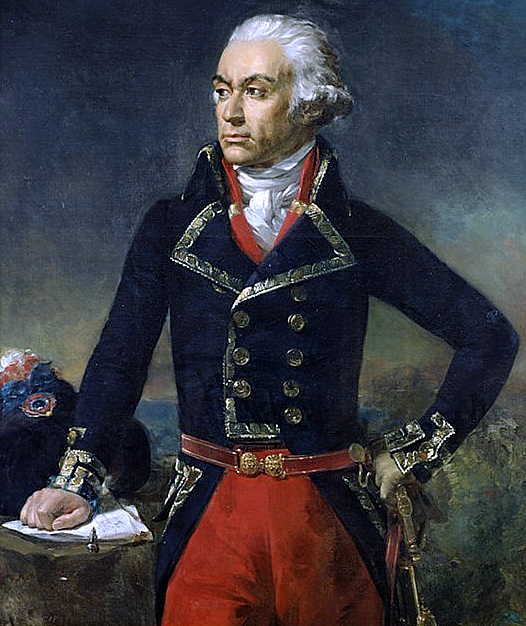
シャルル・フランソワ・デュムーリエの肖像画、1834年作。

1792年11月6日、シャルル・フランソワ・デュムーリエ率いるフランス軍はジュマップの戦いでアルベルト・カジミール・フォン・ザクセン＝テシェン率いるオーストリア軍に勝利した。フランス軍は当時数的には極めて優勢であり、歩兵4万、騎兵3千、大砲100門を有したのに対し、オーストリア軍は歩兵11,628、騎兵2,168、大砲56門しかなかった。その後、フランス軍は1か月でオーストリア領ネーデルラント（現ベルギー）のほぼ全土を占領した。右翼において、ジャン＝バティスト・シルス・ド・ヴァランス率いるアルデンヌ方面軍はマース川を下ってユイへ進軍したが、途中でナミュールを包囲するためにルイ＝オーギュスト・ジュベナール・デ・ウルサン・ダルヴィル率いる軍勢を派遣した。デュムーリエ自身はベルギー方面軍とともにリエージュを占領、またフランシスコ・デ・ミランダ率いる北方軍はアントワープを包囲した。ブノワ・ゲラン・ド・ベルネロン（Benôit Guérin de Berneron）率いる縦隊はまずアトから北東のルーヴェンへ進軍、続いてミランダと合流した。
1792年11月16日、メヘレンはアンリ・クリスチャン・ミシェル・ド・ステンゲル率いるフランス軍6千に降伏、その駐留軍であるオーストリアの第38ヴュルテンベルク歩兵連隊の1個大隊はメヘレンからの退去を許された。27日、ステンゲルはベルギー方面軍からの歩兵8千を率いてリエージュ近くのヴォロー＝レズ＝リエースでナジミハーイ・スターライ・アンタル率いるオーストリア軍の4個大隊との小規模な戦闘に勝利した。アントワープはミランダの歩兵17,600と騎兵1,245を前に11月29日に降伏した。オーストリアの駐留軍は第17ホーエンローエ連隊の第1大隊、第59フィーアゼット連隊（Vierset）の2個中隊、ヴュルツブルク歩兵連隊の4個中隊、そして砲手140人だったが、戦死2人と負傷4人の損害を出した後に降伏した。フランス軍は大砲57門、3ポンドの連隊砲50門、マスケット銃3,150丁、火薬1,523ハンドレッドウェイトを鹵獲した。ヨハン・ドミニク・フォン・モイテレ（Johann Dominik von Moitelle）率いるナミュール駐留軍（第36キンスキー歩兵連隊の2個大隊、第59フィーアゼット歩兵連隊の1個大隊、ル・ルー猟兵大隊の2個中隊、第32エステルハージ・フザール連隊の半個大隊、砲手90人で計2,599人）は4週間耐えた後12月2日にヴァランスとダルヴィルに降伏した。ダルヴィル率いる軍勢は歩兵13,256、騎兵1,425、砲兵266だった。

### オランダ侵攻とオーストリアの反撃

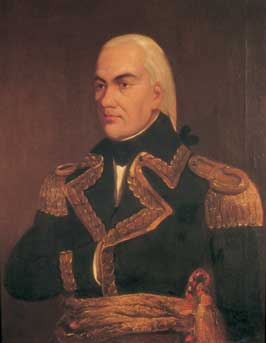
フランシスコ・デ・ミランダの肖像画、ルイス・ブライアン・アダムズ作、1844年。

デュムーリエは中央方面軍でオーストリア軍をライン川西岸から追い出す機会もあったが、彼は自分の計画、すなわちネーデルラント連邦共和国への侵攻を実行することにした。彼はオランダに宣戦しつつグレートブリテン王国を中立にとどまらせようとしたが、本国はそう思わず1793年2月1日にグレートブリテンに宣戦布告、デュムーリエにオランダ侵攻を命じた。デュムーリエは歩兵1万5千と騎兵1千（後に増援を受ける）で侵攻を開始、ミランダにマーストリヒトを包囲させた後、ヴァランスとダルヴィル軍の援護を受けて北進した。この時点で北方軍は18,322人、ベルギー方面軍は30,197人、アルデンヌ方面軍は23,479人、ダルヴィルの軍勢は12,051人、ホラント方面軍は23,244人、ベルギーの駐留軍は15,000人だった。合計すると、低地諸国におけるフランス軍は122,293人だった。そのため、フランス軍は向かうとこ敵なしと考えて自信過剰になった。一方、本国の国民公会では中道のジロンド派と急進的なジャコバン派が熾烈な政争を繰り広げていた。そのため、フランス軍の補給システムは整備されずに崩壊した。
デュムーリエは1793年2月16日にオランダの国境線を越えた。ブレダ要塞は2月21日から24日までのごく短い包囲で陥落、歩兵2,500と竜騎兵連隊を含むオランダ駐留軍3,000人は大砲250門を残して退去することを許された。また21日にはミランダの軍勢1万がマーストリヒトが包囲された。駐留軍はカール・ヴィルヘルム・ゲオルク・フォン・ヘッセン＝ダルムシュタット少将（ゲオルク・ヴィルヘルム・フォン・ヘッセン＝ダルムシュタットの子）率いるオーストリアとオランダの守備軍8千だった。真冬の包囲工事はフランスの志願兵には過酷であり、多くが脱走して故郷へ戻った。大砲150門を有するヘールトラウデンベルフ要塞は3月1日から4日まで包囲されたのち降伏、オランダ駐留軍の歩兵2個大隊と騎兵2個大隊は退去した。ブレダとヘールトラウデンベルフの降伏にはジブラルタル包囲戦での浮き砲台を設計したジャン・クロード・ル・ミショー・ダックソンのブラフも影響していた。クランデルトにある小さな砦はベルネロン率いる4千人により3月4日に占領されたが、クランデルトの少数な駐留軍は頑強に抵抗し、60人が戦死して残り73人になってようやく降伏した。

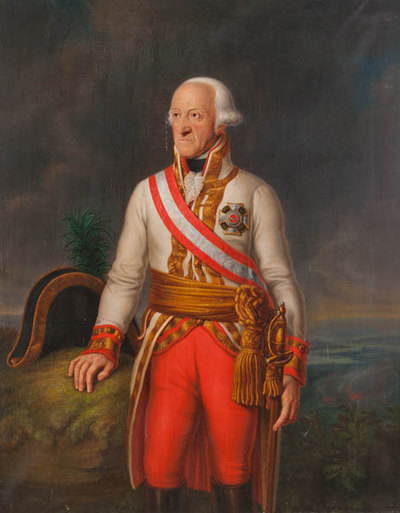
フリードリヒ・ヨシアス・フォン・ザクセン＝コーブルク＝ザールフェルト

ホランス・ディープ川の端に着いたデュムーリエは作戦計画を立てた。まず川を渡って、続いてロッテルダム、デルフト、デン・ハーグ、ライデンと進撃してアムステルダムを奪取するという作戦であり、ミランダもマーストリヒトを落とした後、ナイメーヘンとユトレヒトを通ってデュムーリエと合流する予定であった。しかし、オランダとの戦闘に忙殺されたことでフランス軍はオーストリアに休息の時間を与えすぎ、フリードリヒ・ヨシアス・フォン・ザクセン＝コーブルク＝ザールフェルトはライン川西岸にオーストリア軍の大軍を配置した。カール・マック・フォン・ライベリッヒという有能な士官の補佐も受けた。コーブルクが3月1日のアルデンホーフェンの戦いでルネ・ジョゼフ・ド・ラヌーの援護軍を蹴散らしたことで、フランス軍は3月3日にマーストリヒトの包囲を解いた。コーブルクの追撃は遅く、フランス軍は9日にルーヴェンで再集結してしまった。デュムーリエはオランダ侵攻をあきらめたくなかったが、本国の命令でベルギー戦役に集中せざるを得なかった。ルイ＝シャルル・ド・フレールをホラント方面軍の指揮に残すと、デュムーリエは11日にルーヴェンに到着した。
デュムーリエは撤退するにも自軍の士気が低すぎると考えてコーブルクの軍勢に向けて進軍、会戦を求めた。しかし、拙速に進軍したためダルヴィルの軍勢やホラント方面軍の増援を呼び寄せることに失敗した。フランソワ・ジョゼフ・ドルーオ・ド・ラマーシュはティーネンから追い出されていたが、3月16日にはフランス軍が激しい戦闘の後それを再占領した。ティーネンを攻めるフランス軍は1万人でカール・フォン・エスターライヒ＝テシェン大公率いる守備軍は兵士6千、大砲6門、臼砲2門だった。フランス軍が500人の損害を出した一方、守備軍は死傷者と行方不明者が合計800人に上った。コーブルクは軍を小ヘーテ川まで退かせた。数で敵を上回っていると考えたデュムーリエは成功を確信していた。また1世紀前に同地で戦われた戦闘でもフランス軍が勝っていた。

## 戦闘

### 両軍

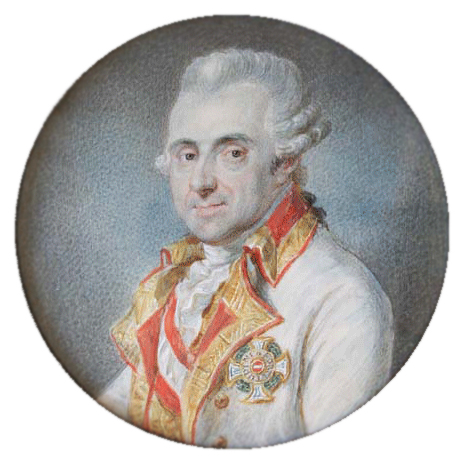
ヨーゼフ・フォン・フェラーリス

両軍の実力は、歴史家の間で意見が相違した。歴史家のディグビー・スミスは仏軍を4万から4万5千人とした一方、墺蘭連合軍の人数を4万3千とした。ラムゼー・ウェストン・フィップスは仏軍が歩兵4万と騎兵4,500、連合軍が歩兵3万と騎兵9千とした。セオドア・アイラウト・ドッジはデュムーリエが歩兵4万2千と騎兵5千を投入したのに対し、コーブルクは歩兵3万と騎兵1万であるとした。またグンター・エーリヒ・ローテンベルクによると、デュムーリエの軍勢は4万1千人で、相手の4万3千を下回っていた。

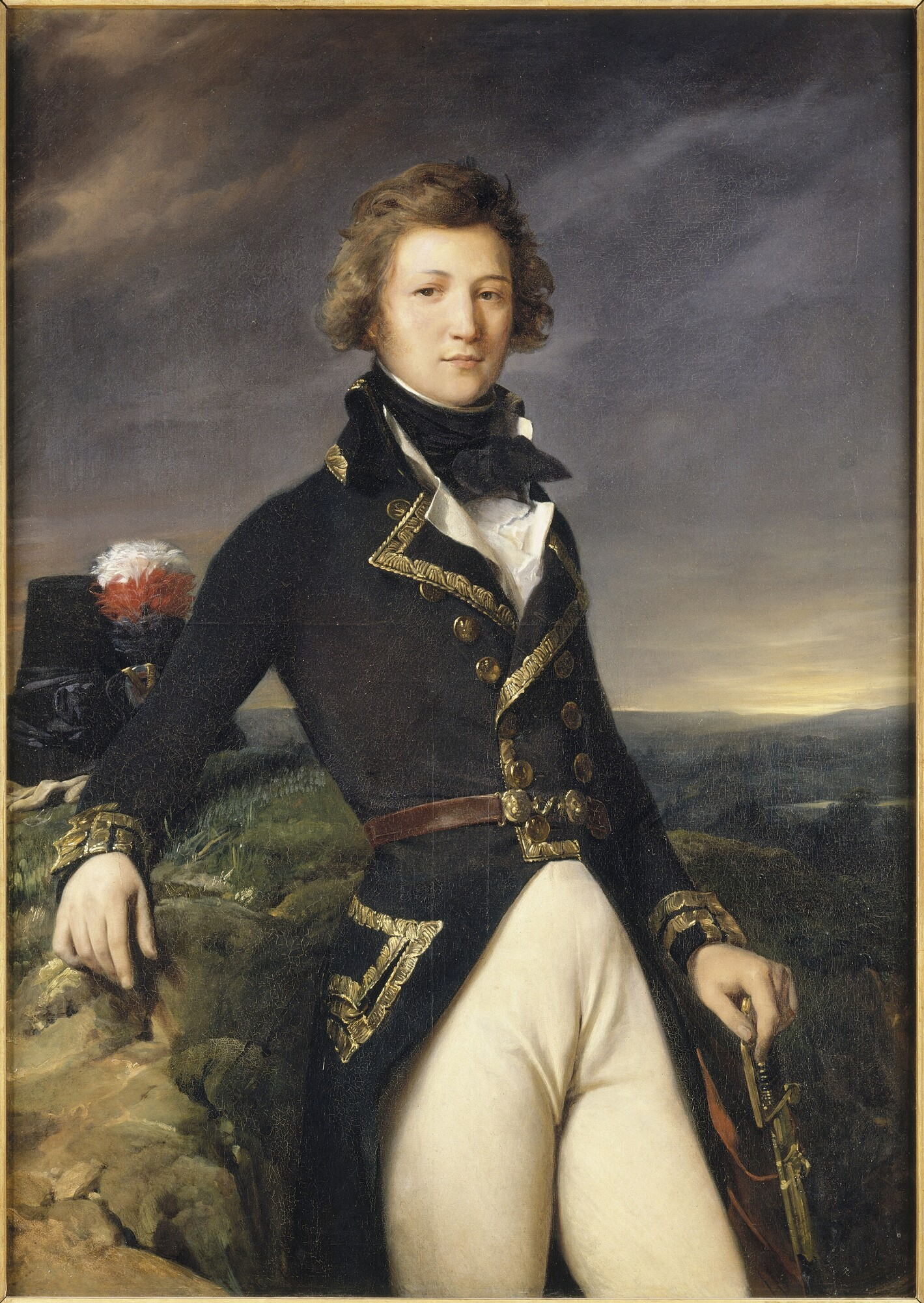
シャルトル公ルイ＝フィリップ(後のフランス国王)

ラマーシュの前衛は歩兵4千と騎兵1千であった。オーギュスト・マリー・アンリ・ピコー・ド・ダンピエール率いる右翼の側面軍は歩兵2千と騎兵1千であった。ヴァランスの右翼軍は18個大隊で計7千人であり、ジョアシャン・ジョゼフ・ヌイイ、アレクシス・ポール・ミシェル・ル・ヴェヌールとヴァランスの師団に分けられた。シャルトル公ルイ・フィリップは中央の歩兵18個大隊（計7千人）と騎兵1千を率いた。その副官はジャック・トゥヴェノー（Jacques Thouvenot）とドモニク・ディートマンであった。ミランダの左翼軍はジャン・アレクサンドル・イーレ（Jean Alexandre Ihler）率いる7千人とフェリクス・マリー・ピエール・シェノン・ド・シャンモラン（Felix Marie Pierre Chesnon de Champmorin）率いる歩兵5千と騎兵1千だった。ジョセフ・ミアチンスキ（Joseph Miaczinski）は左翼の側面軍である歩兵2千人と騎兵1千人を率いた。予備軍はジャン・ネスター・ド・シャンセル率いる8個大隊で計4千人であった。合計すると、歩兵3万8千と騎兵5千となる。
一方、カール大公の前衛は歩兵11個大隊と騎兵11個大隊であり、数人の大佐率いる旅団に分けられていた。ヨーゼフ・フォン・グルーベルは第33スタルィ歩兵連隊の2個大隊を率い、シュテファン・フォン・ミハリェヴィチ（Stephan von Mihaljevich）はマホニー猟兵連隊の3個大隊、オドネル遊撃隊の1個大隊、ブラノヴァチュキー（Branovaczky）遊撃隊の3分の1個大隊、第32エステルハージ・フザール連隊の1個大隊を率いた。アントン・ウルリヒ・ヨーゼフ・フォン・ミリウス（Anton Ulrich Joseph von Mylius）はグリューン＝ラウドン遊撃隊の1個大隊、チロリアン狙撃隊の3分の1個大隊、エステルハージ・フザール連隊の1個大隊を率いた。カール・フィリップ・ツー・シュヴァルツェンベルクはチロリアン狙撃隊の1か3分の1個大隊、オドネル遊撃隊の1個大隊、ブラノヴァチュキー遊撃隊の3分の1個大隊、ウーラン連隊の3個大隊を率いた。Paul Devayはバルトダイスキー（Barthodeisky）、ブリー（Briey）、ピュクラー（Pückler）擲弾兵連隊とエステルハージ・フザール連隊の6個大隊を率いた。
ヨーゼフ・フォン・フェラーリスは第1級（1st Rank）の8個歩兵大隊と16個騎兵大隊を率い、フェルディナント・フリードリヒ・アウグスト・フォン・ヴュルテンベルクを師団の指揮官に起用した。その内訳は第10コイル（Kheul）歩兵連隊、第28ヴァルテンシュレーベン（Wartensleben）歩兵連隊、第35ブレンターノ歩兵連隊から2個大隊ずつ、第3カール大公歩兵連隊、第69ヨルディス（Jordis）歩兵連隊から1個大隊ずつ、第12カファナーグ（Kavanagh）胸甲騎兵連隊と第14ナッサウ胸甲騎兵連隊から6個大隊ずつ、第1カイザー・カラビニアー騎兵連隊と第5アルブレヒト公カラビニアー騎兵連隊から2個大隊ずつであった。ヴェンツェル・ヨーゼフ・フォン・コロレドは第2級（2nd Rank）の6個歩兵大隊と10個騎兵大隊を率い、師団指揮官のヨハン・アンドレアス・ベニオフスキー（Johann Andreas Benjowski）とフランツ・フィンセンツ・フェレール・フォン・ホディッツ・ウント・ヴォルフラニッツ（Franz Vincenz Ferrer von Hoditz und Wolfranitz）少将を副官とした。その内訳は第25ブレシャンヴィル（Brechainville）歩兵連隊と第54カレンベルク歩兵連隊から2個大隊ずつ、第15アルトン歩兵連隊と第57ヨーゼフ・コロレド歩兵連隊から1個大隊ずつ、第10ゼッシュヴィッツ胸甲騎兵連隊から6個大隊、第18からカラツァイ（Karaczay）シェヴォー・レジ連隊と第37コーブルク竜騎兵連隊から2個大隊ずつであった。
フランソワ・セバスチャン・シャルル・ジョゼフ・ド・クロワ伯爵は予備軍の11個歩兵大隊と14個騎兵大隊を率い、ヨージェフ・アルヴィンチとヨハン・ネポムク・ゴットフリート・フォン・リュッツォフ（Johann Nepomuk Gottfried von Lützow）がその配下の指揮官を務めた。予備軍の内訳は第30リーニュ歩兵連隊、第34エステルハージ歩兵連隊、第38ヴュルテンベルク歩兵連隊から2個大隊ずつ、第55マレー（Murray）歩兵連隊、第58フィーアゼット歩兵連隊、ロイフェン、モルツィン、ルソー擲弾兵大隊から1個大隊ずつ、第31ラトゥール（Latour）シェヴォー・レジ部隊から8個大隊、第16ブランケンシュタインjフザール連隊から6個大隊であった。ネーデルラント連邦共和国からはストッカー（Stokkar）とヴァルデック連隊から2個大隊ずつ、メイ（May）とウェルデレン歩兵連隊から1個大隊ずつで計6個大隊派遣された。

### 戦闘

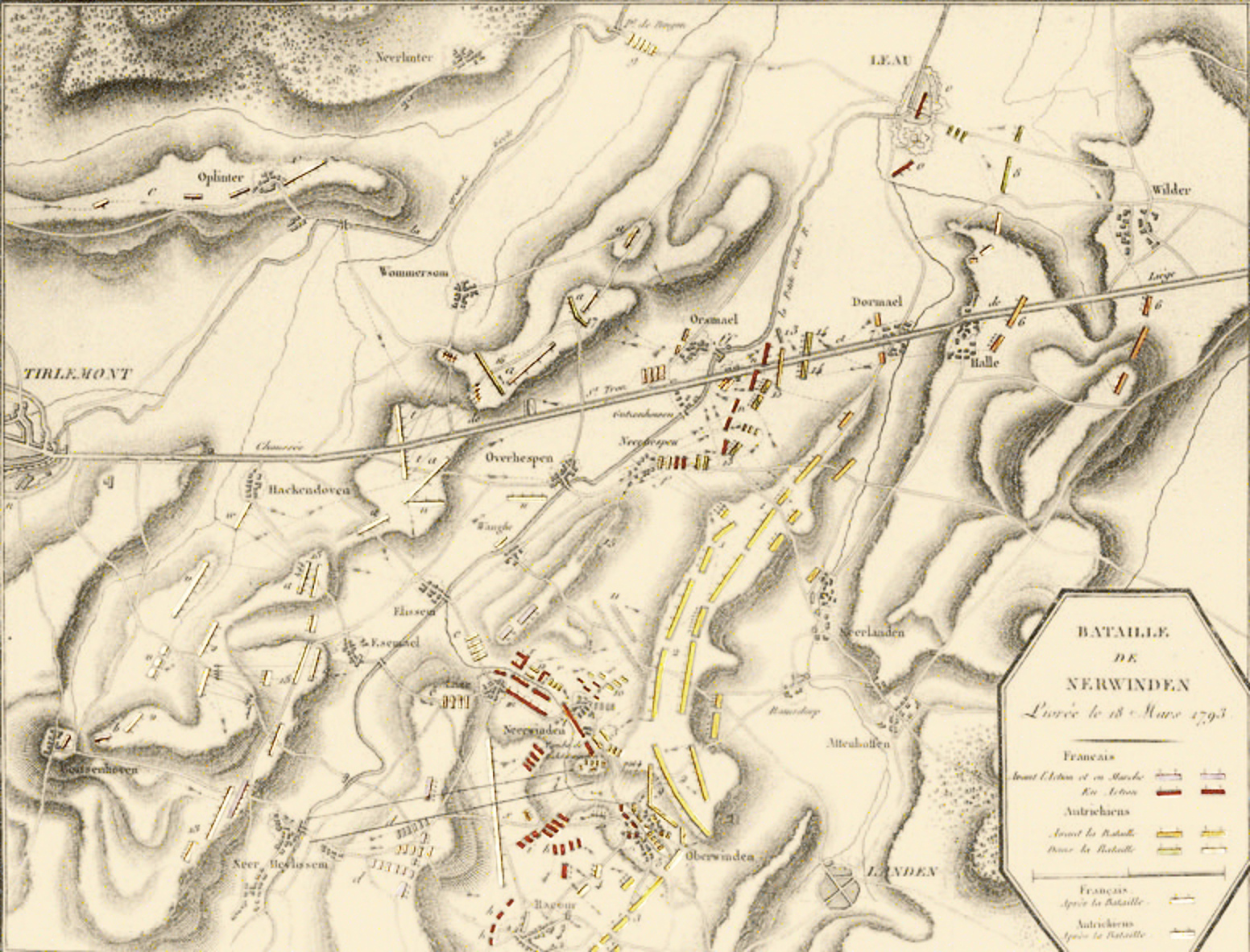
ネールウィンデンの戦いの地図

カール大公率いるオーストリア軍前衛は右翼に配置され、ヴェンツェル・ヨーゼフ・フォン・コロレドとフェルディナント・フリードリヒ・アウグスト・フォン・ヴュルテンベルクは中央部に配置され、フランソワ・セバスチャン・シャルル・ジョゼフ・ド・クロワ伯爵と予備軍は左翼を守備した。戦列の右方にハレの村があり、中央部左側にはネールウィンデンの村があった。連合軍の軽部隊は小ヘーテ川沿岸にある全ての村落に配置された。デュムーリエは8個縦隊を組んで攻撃しようとした。右翼のヴァランスは3個縦隊でラクール（Racour）とオーバーウィンデン（Oberwinden）を奪取しようとし、シャルトル公は中央部で2個縦隊を率いてLaerを通ろうとした。また左翼ではミランダが3個縦隊でハレへの道を進むと命じた。予備軍は最左翼に配置され、まずゾウトレーオを占領して、続いて南に曲がってハレへ進むとした。ラマーシュの前衛は右翼とともに行動した。

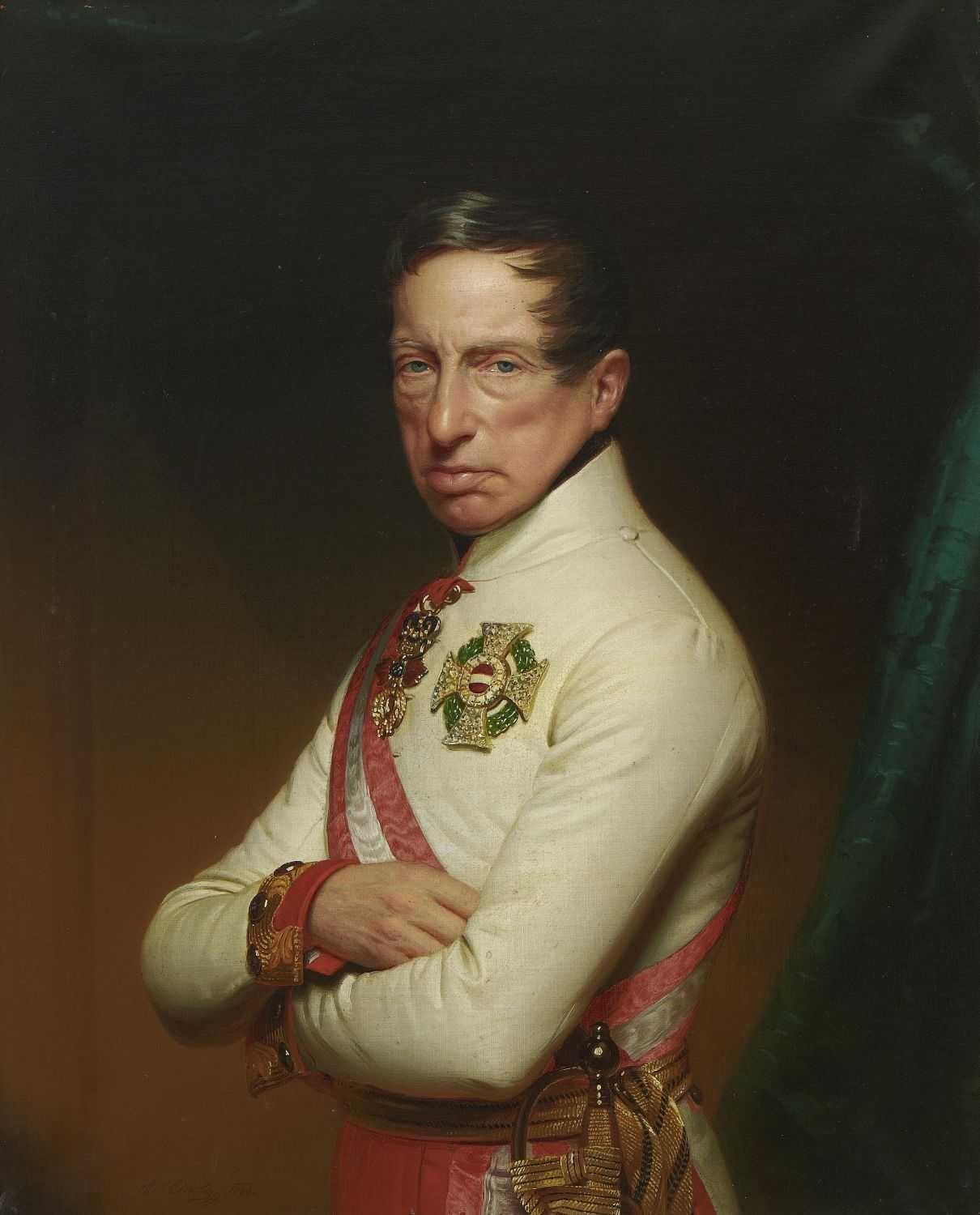
カール大公の肖像画、ジャン＝バティスト・イザベ作、1814年。

デュムーリエはコーブルクが連絡線を守るために右翼を重点的に守備すると考え、左翼に集中して攻撃しようとした。クロワの戦列はネールウィンデンから、ミッテルウィンデン山（Mittelwinden）を通って左のオーバーウィンデン（Oberwinden）まで延びた。デュムーリエはヴァランスに1個縦隊でオーバーウィンデンを側面から攻撃、もう1個の縦隊で正面から攻撃、さらに3個目の縦隊でミッテルウィンデン山を奪取するよう命じた。ヴァランスの左ではシャルトル公がネールウィンデンへの攻撃を命じられた。朝7時、フランス軍は小ヘーテ川を渡ったが、ミッテルウィンデン山の占領は正午までかかった。フランス軍はラコール、オーバーウィンデン、続いてネールウィンデンを奪取した。
連合軍はこれらの村に繰り返し攻撃したがフランス軍は守備を堅持した。一方、オーストリア軍の騎兵突撃は集落の間の平原では有効であった。そして、オーバーウィンデンとラコールが繰り返し再占領される激戦の後、クロワは3つの集落をすべて奪回した。オーストリア軍の騎兵突撃はフランス軍をさらに押した。デュムーリエは右翼の全軍で攻撃しようとしたが失敗した。フランス軍の騎兵が歩兵の撤退を援護した一方、シャルトル公とヴァランスは小ヘーテ川に沿って陣地を維持した。
また同日朝にミランダが攻撃すると、コーブルクはまず中央部の軍勢の大半を右翼の補強に投入しようとした。カール大公の軍勢ははじめドルスメール（Dorsmael）に押し込まれたがそこで踏みとどまった。フランスの予備軍はゾウトレーオの占領に成功、ハレを脅かしたがすぐに撃退された。主な戦闘は15時から18時まで、ミアチンスキの縦隊がドルスメールを奪取したときに起こったが、連合軍の反撃で撃退された。それ以外の攻撃は連合軍の堅い守備を前に敗れた。カール大公は機に乗じて騎兵に戦いつかれたフランス軍への突撃を命じた。フランス軍左翼は潰走し、ミランダが再編を行えたのはティーネンまで撤退した後であった。デュムーリエが19日朝にミランダの潰走を知ると、撤退を命じることを余儀なくされた。

## 結果

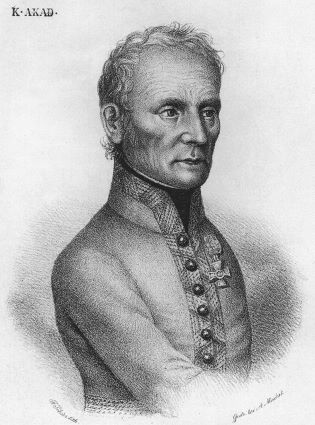
カール・マック・フォン・ライベリッヒ、1873年作。

連合軍では勝利の功労はマックにあった。敗北を責められたミランダはパリに戻り、デュムーリエに対する陰謀を張り巡らした。連合軍の損害は士官47人、兵士2,762人、軍馬779頭であった。フランス軍の損害は死傷者4千、捕虜1千、大砲30門であった。ジョルジュ・ギスカール・ド・バル准将が戦死したほか、4人の将軍が負傷した。また別の文献ではオーストリア軍が死傷者2,600人と行方不明400人、フランス軍が死傷者3,000人、行方不明と捕虜合計1,000人とした。戦闘直後、フランスの志願兵のうち約6千人が脱走した。そのため、デュムーリエの軍勢は3日後には約2万名しか残っていなかった。3月23日にはペレンベルクにおいて再戦が行われ、コーブルク率いる3万8千人の軍勢がデュムーリエの2万2千人に勝利した。コーブルクは900人の損害を出したのに対し、フランス軍には2千人の損害を強いた。
3月24日、フランス軍はブリュッセルを通って撤退した。デュムーリエはアルヴィルの軍勢などの派遣軍を呼び戻し始めた。彼はまたオーストリア軍との交渉を開始、撤退を妨害されないという条件でベルギーから撤退することを提案して受け入れられた。そして、合意に従いフランス軍は国境の後ろへと撤退した。ホラント方面軍は敵軍の戦列の間を通り、リールに布陣した。アルデンヌ方面軍はモーデに、北方軍はブルイエ＝サン＝アマンに、ベルギー方面軍はコンデ＝スール＝レスコーとヴァランシエンヌに布陣した。ヘールトラウデンベルフからの退去は4月2日に、ブレダからは4月3日になされた。
デュムーリエが隠れ王党派であったため、フランス国王ルイ16世が1793年1月21日に処刑されたときには絶望を感じた。彼はパリでの政治情勢が混とんとしていると感じ、急進派による軍の指揮官への介入にも辟易した。すでにオーストリア軍との交渉を済んでいたこともあり、デュムーリエは3月25日におごることを提案、オーストリア軍は返答としてマックを派遣した。ふるまいの最中、デュムーリエはパリへ進軍してジャコバン派と国民公会を転覆、1791年憲法を回復する計画を打ち明かした。オーストリア軍はデュムーリエのクーデターの最中には進軍を停止することに同意したが、すでに時は遅く、4月1日には戦争相のブルノンヴィル侯爵とその代表4名がデュムーリエの大本営に到着、デュムーリエにパリへの出頭を命じた。彼らは囚われてオーストリア軍に引き渡された。
デュムーリエは前線の要塞を忠実な部下の手に置こうとしたが失敗した。ミアチンスキはリールを奪取しようとした失敗、後に処刑された。デュムーリエは自軍のうち正規軍であった歩兵と騎兵連隊は支配下に置くことができると考え、一方志願兵と砲兵は国民公会を支持した。このことを示す事件としては、デュムーリエがルイ＝ニコラ・ダヴーの志願兵大隊から発砲され、あやうく逮捕されるというものがある。続いて、デュムーリエはオーストリア軍の人間と一緒に歩くというミスを犯してしまい、砲兵隊が率先して彼に従うことを拒否した。陰謀が失敗したとみるや、デュムーリエは1793年4月5日にシャルトル、ヴァランスなど数人の将軍といくらかの騎兵とともにオーストリア軍に寝返った。デュムーリエとの協定が無効になり、コーブルクはフランス侵攻を準備した。
デュムーリエの寝返りは皮肉的にも、ジャコバン派に軍を掌握する機会を与えた。ネールウィンデンの戦い以前は軍が指揮官に従った。それ以降は、派遣議員が指揮官よりも強い権限を与えられた。一方で、新しく任命された戦争相は将軍たちを監視するためにスパイを放った。スパイたちは士官に対する不満を聞くとすぐに報告し、その報告が制裁か処刑に導く可能性もあった。マクシミリアン・ロベスピエールが処刑されて恐怖政治が終わった後も、この制度は完全には撤廃されなかった。